# Liste der Baudenkmale in Helpsen
In der Liste der Baudenkmale in Helpsen sind die Baudenkmale der niedersächsischen Gemeinde Helpsen und ihrer Ortsteile aufgelistet. Die Quelle der Baudenkmale ist der Denkmalatlas Niedersachsen. Der Stand der Liste ist der 30. Mai 2020.

## Allgemein
In den Spalten befinden sich folgende Informationen:
- Lage: die Adresse des Baudenkmales und die geographischen Koordinaten. Kartenansicht, um Koordinaten zu setzen. In der Kartenansicht sind Baudenkmale ohne Koordinaten mit einem roten Marker dargestellt und können in der Karte gesetzt werden. Baudenkmale ohne Bild sind mit einem blauen Marker gekennzeichnet, Baudenkmale mit Bild mit einem grünen Marker.
- Bezeichnung: Bezeichnung des Baudenkmales
- Beschreibung: die Beschreibung des Baudenkmales. Unter § 3 Abs. 2 NDSchG werden Einzeldenkmale und unter § 3 Abs. 3 NDSchG Gruppen baulicher Anlagen und deren Bestandteile ausgewiesen.
- ID: die Objekt-ID des Baudenkmales
- Bild: ein Bild des Baudenkmales, ggf. zusätzlich mit einem Link zu weiteren Fotos des Baudenkmals im Medienarchiv Wikimedia Commons. Wenn man auf das Kamerasymbol klickt, können Fotos zu Baudenkmalen aus dieser Liste hochgeladen werden:

## Helpsen
| Lage                                                | Bezeichnung                                                             | Beschreibung     | ID       | Bild |
| --------------------------------------------------- | ----------------------------------------------------------------------- | ---------------- | -------- | ---- |
| Enzer Straße, Helpsen 52° 18′ 48″ N, 9° 8′ 6″ O     | Kriegerdenkmal                                                          |                  | 36237389 | BW   |
| Enzer Straße 49, Helpsen 52° 18′ 50″ N, 9° 8′ 12″ O | Scheune                                                                 |                  | 36237437 | BW   |
| Enzer Straße 50, Helpsen 52° 18′ 48″ N, 9° 8′ 15″ O | Hofanlage Enzer Straße 50                                               | Baudenkmalgruppe | 36216097 | BW   |
| Enzer Straße 50, Helpsen 52° 18′ 49″ N, 9° 8′ 15″ O | Wohn-/Wirtschaftsgebäude. (Baudenkmalgruppe: Hofanlage Enzer Straße 50) | Leibzucht        | 36239157 | BW   |
| Enzer Straße 50, Helpsen 52° 18′ 48″ N, 9° 8′ 16″ O | Wohn-/Wirtschaftsgebäude. (Baudenkmalgruppe: Hofanlage Enzer Straße 50) |                  | 36237410 | BW   |
| Enzer Straße 50, Helpsen 52° 18′ 48″ N, 9° 8′ 15″ O | Scheune. (Baudenkmalgruppe: Hofanlage Enzer Straße 50)                  |                  | 36239185 | BW   |
| Rittergut 1, Helpsen 52° 18′ 49″ N, 9° 7′ 58″ O     | Graft                                                                   |                  | 36239411 | BW   |
| Rittergut 1, Helpsen 52° 18′ 49″ N, 9° 7′ 59″ O     | Herrenhaus (Bauwerk)                                                    |                  | 36237457 | BW   |
| Rittergut 1, Helpsen 52° 18′ 49″ N, 9° 8′ 3″ O      | Scheune                                                                 |                  | 36237479 | BW   |
| Rittergut 1, Helpsen 52° 18′ 48″ N, 9° 8′ 7″ O      | Torpfeiler                                                              |                  | 36239624 | BW   |

## Kirchhorsten
| Lage                                                    | Bezeichnung                                                       | Beschreibung     | ID       | Bild |
| ------------------------------------------------------- | ----------------------------------------------------------------- | ---------------- | -------- | ---- |
| An der Mente 4, Helpsen 52° 17′ 38″ N, 9° 7′ 57″ O      | Wohn-/Wirtschaftsgebäude                                          |                  | 36238770 | BW   |
| An der Mente 8, Helpsen 52° 17′ 40″ N, 9° 7′ 58″ O      | Wohn-/Wirtschaftsgebäude                                          |                  | 36237625 | BW   |
| Bahnhofstraße, Helpsen 52° 18′ 11″ N, 9° 8′ 7″ O        | Kriegerdenkmal                                                    |                  | 36237499 | BW   |
| Bahnhofstraße 1, Helpsen 52° 18′ 7″ N, 9° 8′ 6″ O       | Hofanlage Bahnhofstraße 1                                         | Baudenkmalgruppe | 36216062 | BW   |
| Bahnhofstraße 1, Helpsen 52° 18′ 8″ N, 9° 8′ 8″ O       | Remise. (Baudenkmalgruppe: Hofanlage Bahnhofstraße 1)             |                  | 36239753 | BW   |
| Bahnhofstraße 1, Helpsen 52° 18′ 7″ N, 9° 8′ 8″ O       | Wohnhaus. (Baudenkmalgruppe: Hofanlage Bahnhofstraße 1)           | Haupthaus        | 36239667 | BW   |
| Bahnhofstraße 1, Helpsen 52° 18′ 6″ N, 9° 8′ 7″ O       | Wirtschaftsgebäude. (Baudenkmalgruppe: Hofanlage Bahnhofstraße 1) |                  | 36239925 | BW   |
| Bahnhofstraße 1, Helpsen 52° 18′ 6″ N, 9° 8′ 6″ O       | Leibzucht. (Baudenkmalgruppe: Hofanlage Bahnhofstraße 1)          | "Leibzuchthaus"  | 36239839 | BW   |
| Bahnhofstraße 11, Helpsen 52° 18′ 13″ N, 9° 7′ 55″ O    | Wohn-/Wirtschaftsgebäude                                          |                  | 36237585 | BW   |
| Wittenfeldstraße 9, Helpsen 52° 18′ 12″ N, 9° 8′ 8″ O   | Wohn-/Wirtschaftsgebäude                                          |                  | 36237564 | BW   |
| Wittenfeldstraße 15, Helpsen 52° 18′ 14″ N, 9° 8′ 57″ O | Wohn-/Wirtschaftsgebäude                                          |                  | 36237605 | BW   |

## Südhorsten
| Lage                                              | Bezeichnung                                                               | Beschreibung     | ID       | Bild |
| ------------------------------------------------- | ------------------------------------------------------------------------- | ---------------- | -------- | ---- |
| Birkenallee, Helpsen 52° 17′ 45″ N, 9° 7′ 44″ O   | Hofanlage Birkenallee 4, 4A                                               | Baudenkmalgruppe | 36216082 | BW   |
| Birkenallee 9, Helpsen 52° 17′ 44″ N, 9° 7′ 44″ O | Wohn-/Wirtschaftsgebäude. (Baudenkmalgruppe: Hofanlage Birkenallee 4, 4A) |                  | 36237645 | BW   |
| Birkenallee 7, Helpsen 52° 17′ 45″ N, 9° 7′ 46″ O | Haupthaus. (Baudenkmalgruppe: Hofanlage Birkenallee 4, 4A)                |                  | 36237667 | BW   |
| Birkenallee 7, Helpsen 52° 17′ 47″ N, 9° 7′ 45″ O | Scheune. (Baudenkmalgruppe: Hofanlage Birkenallee 4, 4A)                  |                  | 36237689 | BW   |
| Dorfstraße 2, Helpsen 52° 17′ 47″ N, 9° 7′ 32″ O  | Wohn-/Wirtschaftsgebäude                                                  |                  | 36237711 | BW   |